# Phylloscopus coronatus
Phylloscopus coronatus là một loài chim trong họ Phylloscopidae.